# Friedrich Maximilian Klinger
Friedrich Maximilian Klinger (Francoforte sul Meno, 17 febbraio 1752 – Tartu, 25 febbraio 1831) è stato uno scrittore e drammaturgo tedesco naturalizzato russo appartenente allo Sturm und Drang, il celebre movimento culturale alla base del Romanticismo, cui diede il nome della propria opera teatrale.

## Biografia
Nato a Francoforte sul Meno il 17 febbraio 1752, una delle città più importanti di Europa, perse il padre giovanissimo e la mancanza della figura paterna segnò profondamente la propria infanzia, cui si rifece sempre negativamente. Nonostante la sua assenza, i suoi studi furono regolari e nel 1774 fu ammesso alla facoltà di Giurisprudenza dell'università di Gießen; negli anni degli studi universitari conobbe Goethe, con il quale strinse un'importante amicizia, e come lui appartenne alla Massoneria.
Nel 1775 mise in scena Die Zwillinge (I gemelli), la sua prima tragedia, che ebbe subito un discreto successo e fu inoltre premiata ad Amburgo, grazie all'interessamento degli attori Friedrich Ludwig Schröder e Sophie Charlotte Ackermann; ottenne successivamente una tale fama da diventare theaterdichter (poeta di teatro) presso il Seylersche Schauspiel-Gesellschaft. Vi rimase sino al 1778, anno del suo servizio di leva nell'esercito austriaco; come soldato, prese parte alla Guerra di successione bavarese (1778-1779).
Di ritorno dalla guerra, nel 1780 si recò a San Pietroburgo, dove divenne un ufficiale dell'esercito dello zar, e successivamente visitò Italia e Francia, facendo, come tanti altri autori contemporanei, un grand tour. Tornato in Russia nel 1785, fu nominato direttore del corpo dei cadetti e, nello stesso anno, sposò una nipote dell'imperatrice Caterina.
Nel 1803 Alessandro I lo nominò curato dell'università di Tartu (oggi Estonia), incarico che ricoprì sino al 1817, anno del suo ritiro dalla vita pubblica. Trascorse quindi gli ultimi anni della propria vita a Tartu, dove morì il 25 febbraio 1831. In questi anni, Klinger si dedicò all'organizzazione della pubblicazione dei precedenti romanzi filosofici, tra i quali si ricorda Fausts Leben, Taten und Höllenfahrt (Vita, Opere e Inferno di Faust), scritto in Germania nel 1791.

## Opera
Di vigorosa impostazione moralista, espresse il proprio talento soprattutto nel Teatro, nel genere drammatico, e, giovanissimo, con la propria opera prese parte all'attività dello Sturm und Drang, il movimento alla base del Romanticismo. Il suo legame con questo importantissimo movimento culturale, del quale facevano parte, tra gli altri, l'amico Goethe, Novalis e Schiller, è testimoniato dall'opera Sturm und Drang (Tempesta e Assalto), che gli diede il nome. Klinger fu, dunque, una figura essenziale di questo periodo d'oro della Letteratura tedesca.
In quest'opera, l'autore, ispiratosi alla Rivoluzione americana, voleva mettere in risalto la violenza delle passioni, l'espressione di ogni individuo, la sua diversità, che va oltre il razionalismo degli Illuministi. Molte di queste tematiche sono state riprese dai più grandi autori di inizio Ottocento, Goethe in primis, sino a diventare motivo ricorrente di un'epoca che fu definita romantica (dal Tedesco romantik) da Schiller. Tuttavia, il nome di Klinger non figura tra quelli più illustri del XIX secolo, probabilmente a causa del suo trasferimento nell'Impero russo, che, se da un lato aveva dato i natali ad autori del calibro di Gogol', dall'altro era poco conosciuto nel resto dell'Europa.